# Pinsà muntanyenc capgrís
El pinsà muntanyenc capgrís (Leucosticte tephrocotis) és una espècie d'ocell de la família dels fringíl·lids (Fringillidae) que habita zones rocoses obertes, vegetació alpina i glacials d'Amèrica del Nord, criant des de l'oest d'Alaska, centre de Yukon, Colúmbia Britànica i sud-oest d'Alberta cap al sud fins al nord-oest dels Estats Units. En hivern ocupa la meitat occidental dels Estats Units.